# Totò contre le pirate noir
Pour plus de détails, voir Fiche technique et Distribution.
Totò contre le pirate noir (Totò contro il pirata nero) est un film de cape et d'épée italien de Fernando Cerchio sorti en 1964.

## Synopsis
José est un petit voleur napolitain qui, échappant aux gardes pour un petit vol, se cache dans un tonneau de rhum jamaïcain sur le quai du port de Naples. Le tonneau se retrouve bientôt en mer sur un bateau pirate, et José va devoir affronter une horde de pirates pour sauver sa vie.

## Fiche technique
- Titre français : Totò contre le pirate noir[1]
- Titre italien : Totò contro il pirata nero[2]
- Réalisation : Fernando Cerchio
- Scénario : Nino Stresa (it), Francesco Luzi
- Photographie : Alvaro Mancori
- Montage : Antonietta Zita (it)
- Musique : Carlo Rustichelli
- Décors et costumes : Giancarlo Bartolini Salimbeni (it)
- Production : Ottavio Poggi
- Sociétés de production : Liber Film
- Pays de production :  Italie
- Langue originale : italien
- Format : Couleurs par Eastmancolor - 2,35:1 - Son mono - 35 mm
- Durée : 93 minutes
- Genre : Péplum, comédie d'aventure
- Dates de sortie : 
  - Italie : 27 mars 1964

## Distribution
- Totò : José
- Mario Petri : le pirate noir
- Aldo Giuffré : le lieutenant Burrasca
- Mario Castellani : Crochet
- Pietro Carloni : le gouverneur
- Aldo Bufi Landi : Manolo
- Grazia Maria Spina : Isabella, la fille du gouverneur
- Giacomo Furia : Don Carlos d'Aragon
- Franco Ressel : le commandant espagnol balafré